# Copa Competencia Zona Uruguaya 1908
La Zona Uruguaya de la Copa Competencia comenzó a disputarse por separado a partir de 1907, hasta 1906 se disputaba la llave uruguaya en el marco de la copa competencia Argentina.

## Sistema de disputa
Al ser 9 clubes los que disputaban la primera división de la temporada se partió de un primer round de 4 llaves eliminatorias emparejando a 8 equipos  (series A,B,C,D) y el restante por sorteo avanzaba de forma directa a la siguiente instancia, luego en el segundo round, de los 5 equipos en carrera 4 se emparejaban en 2 llaves (series F y G) y un quinto avanzaba a semifinales de forma directa. En la llave semifinal se enfrentaban unos de los ganadores de las 2 llaves (el otro avanzaba a la final) con el equipo que había avanzado anteriormente sin jugar.

## Equipos participantes
Con la deserción de Intrépido Fotball Club, fueron 9 los equipos que participaron.
| Equipo                     |  |
| -------------------------- |  |
| Albion Football Club       |  |
| Bristol Football Club      |  |
| C.U.R.C.C.                 |  |
| Dublín Football Club       |  |
| French Football Club       |  |
| Centro Atlético Montevideo |  |
| Club Nacional de Football  |  |
| River Plate F.C.           |  |
| Montevideo Wanderers F.C.  |  |

## Desarrollo y Resultados

### Primer Round
| SERIE A    |             |  |       |              |  |                     |
| Fecha      |             |  | Score |              |  | Cancha              |
| 28/06/1908 | DUBLÍN F.C. |  | 1 - 1 | BRISTOL F.C. |  | Gran Parque Central |

| Integraciones |
| --- |
| DUBLÍN F.C. : Otero, Carrau, Crocker, Montecoral, Zanezzi, Amado,Barbat, Brachi, Montero,Costa, Molinari.                               |
| BRISTOL F.C. : Cavalloti, Felfort, Formosa, Márquez, Elzaurdía, Delgado, Lacueva, R. Elzaurdía, D. Del Campo, A. Delgado, H. Del Campo. |

| SERIE A - Desempate |              |  |       |             |  |                     |
| Fecha               |              |  | Score |             |  | Cancha              |
| 05/07/1908          | BRISTOL F.C. |  | 3 - 2 | DUBLÍN F.C. |  | Gran Parque Central |

| Integraciones |
| --- |
| BRISTOL F.C. : Cavalloti, Felfort, Formosa, Márquez, Elzaurdía, Delgado, Lacueva, R. Elzaurdía, D. Del Campo, A. Delgado, H. Del Campo. |
| DUBLÍN F.C. : Otero, Carrau, Crócker, Montecoral, Zanezzi, Amado, Barbat, Brachi, Montero, Costa, Molinari.                             |

| SERIE B    |          |  |       |        |  |                        |
| Fecha      |          |  | Score |        |  | Cancha                 |
| 05/07/1908 | NACIONAL |  | 2 - 1 | FRENCH |  | Field de Villa Peñarol |

| Integraciones | Goles             |
| --- | ----------------- |
| NACIONAL : Demarchi, Frommel, Falco, González Suero, Carbone, Zuazú , Cordero, Friedrich, Asp, Cantury, Urrestarazú. | Alberto Canturi 2 |
| FRENCH : Guidotti, Cazenave, Mazzini, Marini, Sanjurjo, Moreau, Brea, Carrasco, Bertone, Landoni, Baruffa.           | Carrasco          |

| SERIE C    |                      |  |       |                 |  |                     |
| Fecha      |                      |  | Score |                 |  | Cancha              |
| 29/06/1908 | MONTEVIDEO WANDERERS |  | 4 - 1 | C.A. MONTEVIDEO |  | Gran Parque Central |

| Integraciones |
| --- |
| M. WANDERERS : Saporiti, Aphesteguy, Bertone, Piñeyro, Branda, Parravicini, Raymonda, Rebagliatti, Gallinal, Zumarán, Marquizio. |
| C.A. MONTEVIDEO : Cocky, Fernández, Bastos, Altamirano, Allende, Azarola, Strauch, Barriola, Casaravilla, Sardesson, González.   |

| SERIE D    |             |  |       |                  |  |                        |
| Fecha      |             |  | Score |                  |  | Cancha                 |
| 29/06/1908 | ALBION F.C. |  | 5 - 2 | RIVER PLATE F.C. |  | Field de Camino Millán |

| Integraciones |
| --- |
| ALBION F.C. : Aphesteguy, Lagusci, Greppi, Nebel, Barlocco, Arralde, Cuadra, Céspedes, Acevedo, Perlata, Hernández.           |
| RIVER PLATE F.C. : García, J. Benincasa, M. Benincasa, Machiavello, Dellorrio, García, Módena, Dacal, Panizzi, Ribeyro, Ríos. |

| Avanza en forma directa a la siguiente fase |  |
| ------------------------------------------- |  |
| C.U.R.C.C.                                  |  |

### Segundo Round
| SERIE E    |          |  |       |              |  |                     |             |
| Fecha      |          |  | Score |              |  | Cancha              | Árbitro     |
| 18/07/1908 | NACIONAL |  | 1 - 0 | BRISTOL F.C. |  | Gran Parque Central | León Peyrou |

| Integraciones | Goles            |
| --- | ---------------- |
| NACIONAL : Demarchi, Falco, Carbone, Frommel, Terra, Silva Ferrer, Urrestarazú, Friedrich, Canturi, Aps, Parra.                          | José Urrestarazú |
| BRISTOL F.C. : Cavallotti, Felfort, Formosa, Márquez, Elzaurdía, Delgado, D. Del Campo, A. Delgado, R. Elzaurdía, H. Del Campo, Lacueva. |                  |

| SERIE F    |             |  |       |            |  |                     |
| Fecha      |             |  | Score |            |  | Cancha              |
| 19/07/1908 | ALBION F.C. |  | 1 - 1 | C.U.R.C.C. |  | Gran Parque Central |

| Integraciones | Goles   |
| --- | ------- |
| ALBION F.C. : Aphesteguy, Lagusci, Regules, Nebel, Barlocco, Otro, Greppi, Céspedes, Acevedo, Peralta, Hernández.                 | Peralta |
| C.U.R.C.C. : Crossley, Irisarri, Devincenzi, Pietropinto, Pintos, G. Manito, Zibecchi, Canavessi, A. Manito, Pereyra, Piendibene. |         |

| SERIE F - Desempate |            |  |       |             |  |                     |             |
| Fecha               |            |  | Score |             |  | Cancha              | Árbitro     |
| 26/07/1908          | C.U.R.C.C. |  | 3 - 0 | ALBION F.C. |  | Gran Parque Central | León Peyrou |

| Integraciones | Goles                  |
| --- | ---------------------- |
| C.U.R.C.C. : Crossley, Devincenzi, Irisarri, G. Manito, Pintos, Betucci, Piendibene, Canavessi, A. Manito, Pereyra, Zibecchi. | Canavessi, A. Manito 2 |
| ALBION F.C. : Aphesteguy, Lagusci, Losada, Nebel, Barlocco, Arralde, Greppi, Acevedo, Otro, Peralta, Hernández.               |                        |

| Avanza en forma directa a la siguiente fase |  |
| ------------------------------------------- |  |
| MONTEVIDEO WANDERERS                        |  |

### Semifinal
| SEMIFINAL  |                      |  |       |            |  |                     |             |
| Fecha      |                      |  | Score |            |  | Cancha              | Árbitro     |
| 02/08/1908 | MONTEVIDEO WANDERERS |  | 2 - 1 | C.U.R.C.C. |  | Gran Parque Central | León Peyrou |

| Integraciones |
| --- |
| M. WANDERERS : Saporiti, Sierra, Bertone, Piñeyro, Branda, Parravicini, Raymonda, Rebagliatti, Gallinal, Marquizio, Zumarán. |
| C.U.R.C.C. : Crossley, Betucci, Irisarri, G. Manito, Pintos, C. Camacho, Piendibene, Mañana, A. Manito, Pereyra, Zibecchi.   |

| Avanza en forma directa a la final |  |
| ---------------------------------- |  |
| NACIONAL                           |  |

### Final
| FINAL      |                      |  |       |          |  |                     |             |
| Fecha      |                      |  | Score |          |  | Cancha              | Árbitro     |
| 23/08/1908 | MONTEVIDEO WANDERERS |  | 1 - 0 | NACIONAL |  | Gran Parque Central | León Peyrou |

| Integraciones | Goles  |
| --- | ------ |
| M. WANDERERS : Saporiti, Aphesteguy, Bertone, Parravicini, Branda, Piñeyro, Raymonda, Rebagliatti, Mullin, Marquizio, Zumarán. | Mullin |
| NACIONAL : Demarchi, Falco, Frommel, González Suero, Carbone, Zuazú, Urrestarazú, Canturi, Aps, Zerbino, Nuñez.                |        |

| CAMPEÓN DE LA COPA COMPETENCIA URUGUAYA 1908 |  |
| -------------------------------------------- |  |
| MONTEVIDEO WANDERERS F.C.                    |  |